# Грейндж (Уотерфорд)
Грейндж (англ. Grange; ирл. An Ghráinsigh) — деревня в Ирландии, находится в графстве Уотерфорд (провинция Манстер) у трассы N25. Граничит с Ардмором; вместе они составляют свой церковный приход.